# Belliturgula najdica

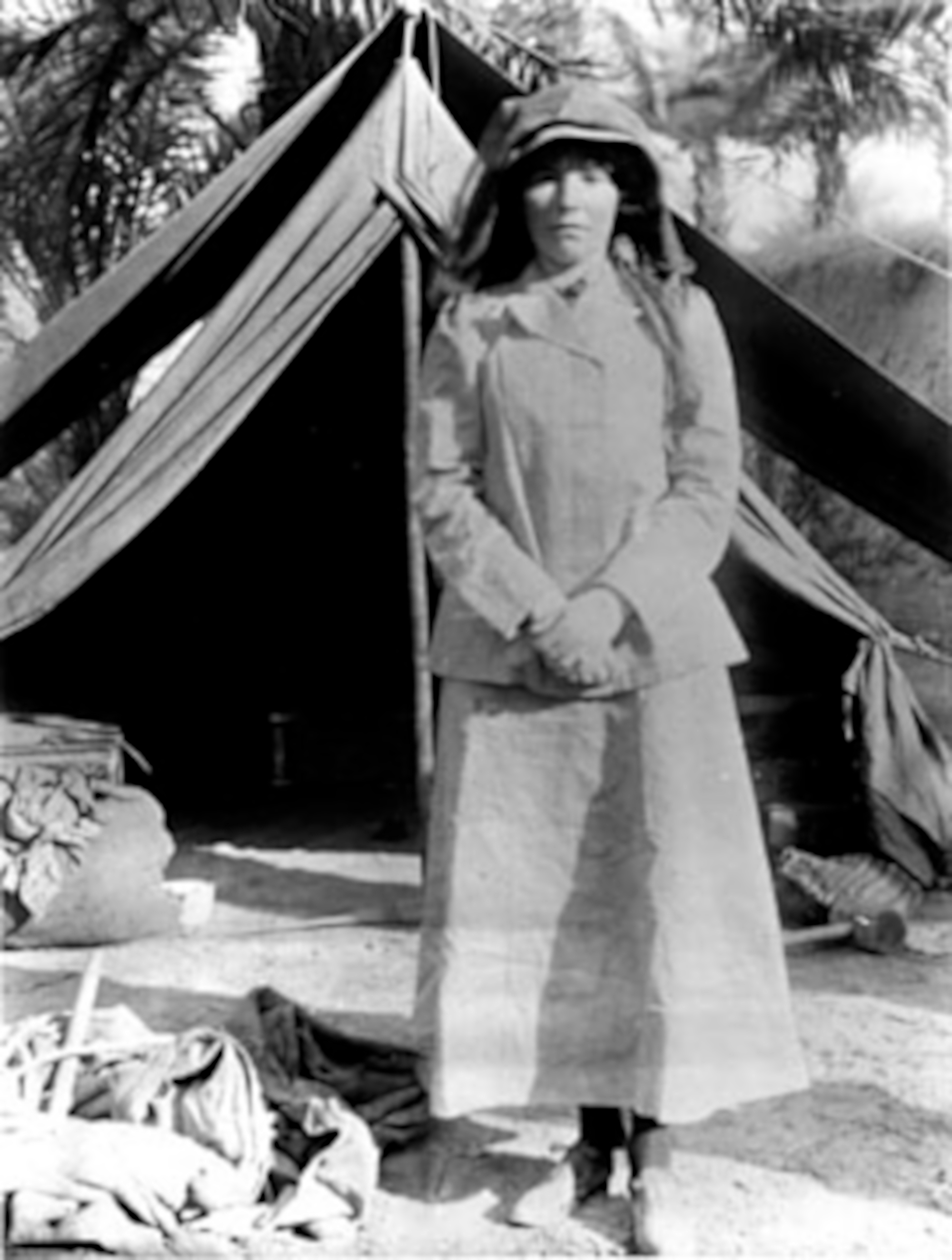
Гертруда Белл (1868—1926), в честь которой назван род пчёл Belliturgula.

Belliturgula najdica (лат.) — вид пчёл из семейства андренид (Andrenidae), единственный в составе рода Belliturgula, который назван в честь Гертруды Белл (1868—1926), британской писательницы, шпионки и путешественницы по странам Ближнего Востока.

## Распространение
Саудовская Аравия, Riyadh, Derab Agricultural Research Station [24°25’23"N, 46°39’01"E, на высоте 580 м. На цветках сафлора (семейство Астровые).

## Описание
Мелкие пчёлы бледно-жёлтого цвета (длина около 7 мм). Belliturgula najdica в некоторых отношениях сходен с родом Flavomeliturgula тем, что оба имеют сильно вытянутую глоссу, которая длиннее лица и имеет усеченную апикальную часть. Вид Belliturgula najdica отличается сильно удлиненным и уплощенным первым лабиальным пальпомером, остальные пальпомеры немодифицированные, сильно выпуклым наличником и длинной верхней губой, лишенных плотных сетальных пятен.
Вид был впервые описан в 2019 году американским энтомологом Майклом Энджелом. Род включён в состав трибы Melitturgini из подсемейства Panurginae. Видовое название B. najdica происходит от имени местности Najd (плато в центральной части Аравии, типовое местонахождение), а родовое Belliturgula дано в честь Гертруды Белл (1868—1926), британской писательницы, шпионки и путешественницы по странам Ближнего Востока.